# Khin Kyi

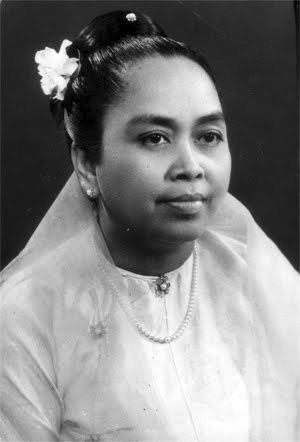
Khin Kyi

Daw Khin Kyi (birmanisch ခင်ကြည်; * 16. April 1912 in Myaungmya; † 27. Dezember 1988 in Rangun) war eine birmanische Politikerin und die erste weibliche Botschafterin Birmas in Indien. Sie ist die Mutter der Friedensnobelpreisträgerin Aung San Suu Kyi. „Daw“ ist die ehrenvolle Anrede einer Frau in der birmanischen Sprache. Daw Khin Kyi wurde eine bekannte Figur des politischen Lebens in Birma, wo sie vor allem in der Sozialpolitik tätig war. Im biographischen Film The Lady wurde sie von der thailändischen Schauspielerin Prapimporn Karnchanda verkörpert.